# Galium tendae
Galium tendae är en måreväxtart som beskrevs av Heinrich Gustav Reichenbach. Galium tendae ingår i släktet måror, och familjen måreväxter. Inga underarter finns listade i Catalogue of Life.